# Asota sphaeriphera
Asota sphaeriphera là một loài bướm đêm trong họ Erebidae.